# Morti nel 1998/Dicembre
| Questa pagina contiene informazioni ricavate automaticamente dalle voci biografiche con l'ausilio del template Bio e di un bot. L'aggiornamento è periodico e automatico e ricostruisce completamente la pagina. Se manca una persona in questa lista, sei pregato di non aggiungerla, ma accertati piuttosto che la sua voce biografica contenga il template Bio e che i dati anagrafici siano correttamente compilati. Se il template Bio manca, inseriscilo tu stesso o, in alternativa, metti l'avviso {{tmp\|Bio}} che ne segnala la mancanza. Se i dati riportati sono sbagliati, correggi direttamente la voce biografica; le modifiche saranno visibili in questa lista entro pochi giorni. Per chiarimenti vedi il progetto biografie. La lista contiene solo le 127 persone che sono citate nell'enciclopedia e per le quali è stato implementato correttamente il template Bio. Pagina aggiornata al 3 mar 2024. |

- 1º dicembre - Vincenzo Caglioti, chimico italiano (n. 1902)
- 1º dicembre - Guido Leoni, sceneggiatore, regista e direttore del doppiaggio italiano (n. 1920)
- 1º dicembre - Janet Lewis, scrittrice e poetessa statunitense (n. 1899)
- 1º dicembre - Luciana Nissim Momigliano, pediatra, psicoanalista e superstite dell'Olocausto italiana (n. 1919)
- 1º dicembre - Bertil Nordahl, calciatore e allenatore di calcio svedese (n. 1917)
- 1º dicembre - Vincenzo Pappalettera, partigiano e storico italiano (n. 1919)
- 1º dicembre - Miodrag Stefanović, cestista, allenatore di pallacanestro e arbitro di pallacanestro jugoslavo (n. 1922)
- 1º dicembre - Freddie Young, direttore della fotografia britannico (n. 1902)
- 2 dicembre - Ferdinando Maggioni, vescovo cattolico italiano (n. 1914)
- 2 dicembre - Mikio Oda, triplista giapponese (n. 1905)
- 2 dicembre - Aleksandr Ročegov, architetto sovietico (n. 1917)
- 3 dicembre - Paolo Enrico Arias, archeologo e funzionario italiano (n. 1907)
- 3 dicembre - Mario Baraldi, calciatore italiano (n. 1912)
- 3 dicembre - Luigi Frunzio, ingegnere e politico italiano (n. 1913)
- 3 dicembre - George Murcell, attore britannico (n. 1925)
- 3 dicembre - Croce Zimbone, scrittore italiano (n. 1912)
- 4 dicembre - Anna Bonivardi, partigiana italiana (n. 1904)
- 5 dicembre - Doris Baker, attrice statunitense (n. 1907)
- 5 dicembre - Alan Conway, truffatore britannico (n. 1934)
- 5 dicembre - Albert Gore senior, politico statunitense (n. 1907)
- 5 dicembre - Michele Gaetano Pierangeli, politico e medico italiano (n. 1924)
- 5 dicembre - Ettore Rossi, medico svizzero (n. 1915)
- 6 dicembre - César Baldaccini, scultore francese (n. 1921)
- 6 dicembre - Giovanni Gazza, vescovo cattolico italiano (n. 1924)
- 6 dicembre - Pierre Mousel, calciatore lussemburghese (n. 1914)
- 6 dicembre - Radomir Šaper, cestista e dirigente sportivo jugoslavo (n. 1925)
- 6 dicembre - Michael Zaslow, attore statunitense (n. 1942)
- 7 dicembre - John Addison, compositore britannico (n. 1920)
- 7 dicembre - Bill Coven, cestista statunitense (n. 1920)
- 7 dicembre - Michael Craze, attore britannico (n. 1942)
- 7 dicembre - Voitto Hellsten, velocista finlandese (n. 1932)
- 7 dicembre - Carlos Oviedo Cavada, cardinale e arcivescovo cattolico cileno (n. 1927)
- 7 dicembre - Martin Rodbell, biochimico statunitense (n. 1925)
- 8 dicembre - Vincenzo Liborio Calia, imprenditore italiano (n. 1926)
- 9 dicembre - Charles Adcock, calciatore inglese (n. 1923)
- 9 dicembre - Manuel Barrenetxea, calciatore spagnolo (n. 1924)
- 9 dicembre - Archie Moore, pugile, attivista e attore statunitense (n. 1916)
- 10 dicembre - Peter Bosa, politico e dirigente sportivo italiano (n. 1927)
- 10 dicembre - Bob Dille, cestista e allenatore di pallacanestro statunitense (n. 1917)
- 11 dicembre - Giuseppe Granata, politico italiano (n. 1918)
- 11 dicembre - André Lichnerowicz, matematico e fisico francese (n. 1915)
- 11 dicembre - Jimmy Mackay, calciatore australiano (n. 1943)
- 11 dicembre - Shuzo Ohira, giocatore di go giapponese (n. 1930)
- 11 dicembre - Pietro Saraceno, storico italiano (n. 1940)
- 11 dicembre - Max Streibl, politico tedesco (n. 1932)
- 12 dicembre - Max Boydston, giocatore di football americano statunitense (n. 1932)
- 12 dicembre - Lawton Chiles, politico statunitense (n. 1930)
- 12 dicembre - Marco Denevi, scrittore, giornalista e avvocato argentino (n. 1922)
- 12 dicembre - Óscar Armando Díaz, calciatore salvadoregno
- 12 dicembre - Gilbert Favre, flautista e antropologo svizzero (n. 1936)
- 12 dicembre - Willis Gertsch, aracnologo statunitense (n. 1906)
- 12 dicembre - Don Patterson, animatore e regista statunitense (n. 1909)
- 12 dicembre - Mo Udall, politico e cestista statunitense (n. 1922)
- 13 dicembre - Karl Kowanz, calciatore e allenatore di calcio austriaco (n. 1926)
- 13 dicembre - Guglielmo Mancinelli, politico italiano (n. 1922)
- 13 dicembre - Agostino Scaglioni, calciatore italiano (n. 1920)
- 13 dicembre - Richard Thomas, ammiraglio britannico (n. 1932)
- 13 dicembre - Ariadna Welter, attrice messicana (n. 1930)
- 14 dicembre - Vittorio Cottafavi, regista e sceneggiatore italiano (n. 1914)
- 14 dicembre - Aldo Falzotti, calciatore italiano (n. 1923)
- 14 dicembre - Norman Fell, attore statunitense (n. 1924)
- 14 dicembre - Jurij Hromak, nuotatore sovietico (n. 1948)
- 14 dicembre - James A. Jensen, paleontologo statunitense (n. 1918)
- 14 dicembre - Will Tremper, regista, sceneggiatore e giornalista tedesco (n. 1928)
- 15 dicembre - Giuseppe Garneri, vescovo cattolico italiano (n. 1899)
- 15 dicembre - Jan Meyerowitz, compositore, direttore d'orchestra e pianista tedesco (n. 1913)
- 15 dicembre - Ján Podhradský, calciatore slovacco (n. 1917)
- 16 dicembre - William Gaddis, scrittore statunitense (n. 1922)
- 16 dicembre - Harry Haddock, calciatore scozzese (n. 1925)
- 16 dicembre - Marcelo Visentín, pallanuotista argentino (n. 1914)
- 17 dicembre - Alberto Jover Piamonte, arcivescovo cattolico filippino (n. 1934)
- 18 dicembre - Carlo Borra, politico e sindacalista italiano (n. 1915)
- 18 dicembre - Lucio Cargnel, pittore italiano (n. 1903)
- 18 dicembre - Lev Stepanovič Dëmin, cosmonauta sovietico (n. 1926)
- 18 dicembre - Gabriele Giannantoni, filosofo e politico italiano (n. 1932)
- 18 dicembre - Salvador Gualtieri, calciatore e allenatore di calcio argentino (n. 1917)
- 18 dicembre - Abdurajik Abubakar Janjalani, terrorista filippino
- 18 dicembre - Åke Jönsson, calciatore svedese (n. 1925)
- 18 dicembre - Vinod Mishra, politico e rivoluzionario indiano (n. 1947)
- 18 dicembre - Tadeusz Rybczynski, economista polacco (n. 1923)
- 19 dicembre - Armando Cascio, politico italiano (n. 1920)
- 19 dicembre - Mel Fisher,  statunitense (n. 1922)
- 19 dicembre - Antonio Ordóñez, torero spagnolo (n. 1932)
- 19 dicembre - Qian Zhongshu, letterato e scrittore cinese (n. 1910)
- 19 dicembre - Francesco Speranza, matematico italiano (n. 1932)
- 20 dicembre - Federico Bisson, triplista italiano (n. 1936)
- 20 dicembre - Angelo Grizzetti, allenatore di calcio e calciatore italiano (n. 1916)
- 20 dicembre - Irene Hervey, attrice statunitense (n. 1909)
- 20 dicembre - Alan Lloyd Hodgkin, fisiologo inglese (n. 1914)
- 20 dicembre - Miklós Sárkány, pallanuotista ungherese (n. 1908)
- 21 dicembre - Robert M. Hall, imprenditore e editore statunitense (n. 1909)
- 21 dicembre - Sándor Ivády, pallanuotista ungherese (n. 1903)
- 21 dicembre - Gianfranco Merli, politico italiano (n. 1924)
- 21 dicembre - Ernst-Günther Schenck, militare tedesco (n. 1904)
- 21 dicembre - Jerzy Topolski, storico polacco (n. 1928)
- 22 dicembre - Pedro Araya Zavala, cestista cileno (n. 1925)
- 22 dicembre - Jean Malaquais, scrittore francese (n. 1908)
- 22 dicembre - Michelle Thomas, attrice statunitense (n. 1968)
- 23 dicembre - Feiez, polistrumentista e tecnico del suono italiano (n. 1962)
- 23 dicembre - Giulio Cesare Graziani, generale e aviatore italiano (n. 1915)
- 23 dicembre - David Manners, attore e scrittore canadese (n. 1901)
- 23 dicembre - Joe Orlando, disegnatore, fumettista e editore italiano (n. 1927)
- 24 dicembre - Viola Farber, ballerina e coreografa statunitense (n. 1931)
- 24 dicembre - Matt Gillies, allenatore di calcio e calciatore scozzese (n. 1921)
- 24 dicembre - Daan Kagchelland, velista olandese (n. 1914)
- 24 dicembre - Irving Segal, matematico statunitense (n. 1918)
- 25 dicembre - Alfredo Covelli, politico italiano (n. 1914)
- 25 dicembre - Richard Paul, attore statunitense (n. 1940)
- 25 dicembre - John Pulman, giocatore di snooker inglese (n. 1923)
- 26 dicembre - Raimondo Borsellino, chirurgo e politico italiano (n. 1905)
- 26 dicembre - Hurd Hatfield, attore statunitense (n. 1917)
- 26 dicembre - Mario Terzaghi, architetto e designer italiano (n. 1915)
- 27 dicembre - Robert Johnson, militare e aviatore statunitense (n. 1920)
- 27 dicembre - Ricardo Tormo, pilota motociclistico spagnolo (n. 1952)
- 28 dicembre - Herbert Fechner, politico tedesco (n. 1913)
- 28 dicembre - William Frankfather, attore statunitense (n. 1944)
- 28 dicembre - Art Riley, artista statunitense (n. 1911)
- 29 dicembre - Jack D. Moore, scenografo statunitense (n. 1906)
- 29 dicembre - Dante Nardi, calciatore italiano (n. 1920)
- 29 dicembre - Don Taylor, attore, regista e produttore televisivo statunitense (n. 1920)
- 30 dicembre - Joan Brossa, poeta, drammaturgo e artista spagnolo (n. 1919)
- 30 dicembre - Jean-Claude Forest, scrittore e fumettista francese (n. 1930)
- 30 dicembre - Lorenzo Garaventa, scultore italiano (n. 1913)
- 30 dicembre - Keisuke Kinoshita, regista e sceneggiatore giapponese (n. 1912)
- 30 dicembre - Sam Muchnick, imprenditore statunitense (n. 1905)
- 30 dicembre - Ansar Razak, calciatore indonesiano (n. 1974)
- 31 dicembre - Tito LeDuc, attore e coreografo messicano (n. 1922)